# 백양로 (연세대)

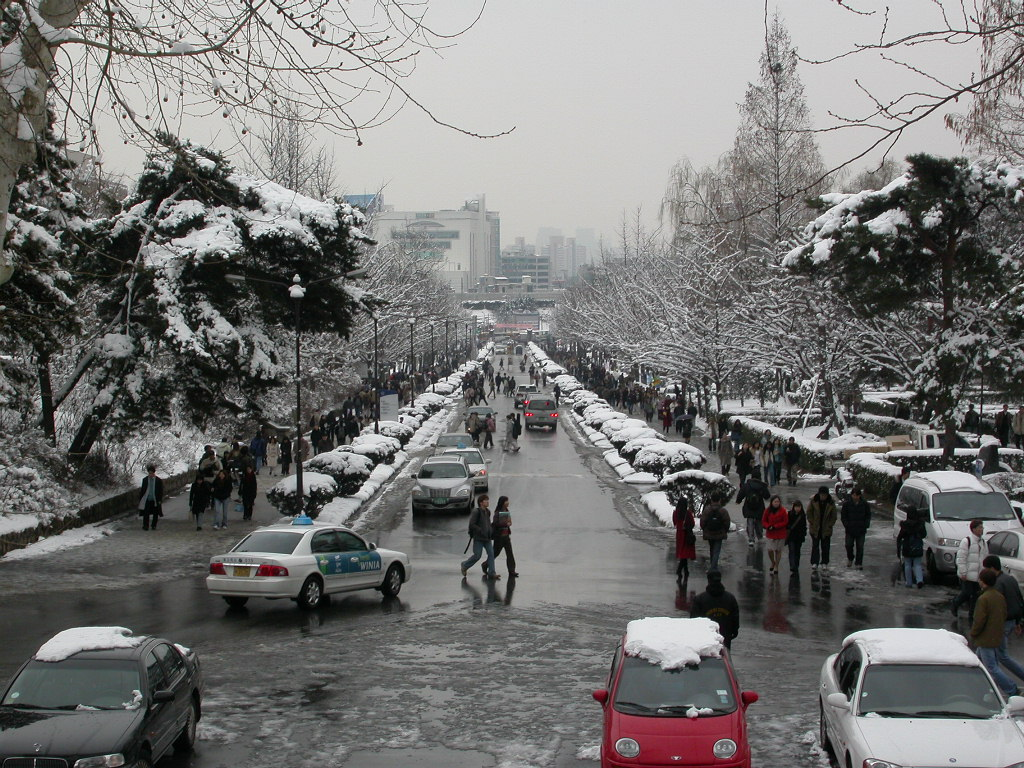
2004년 백양로

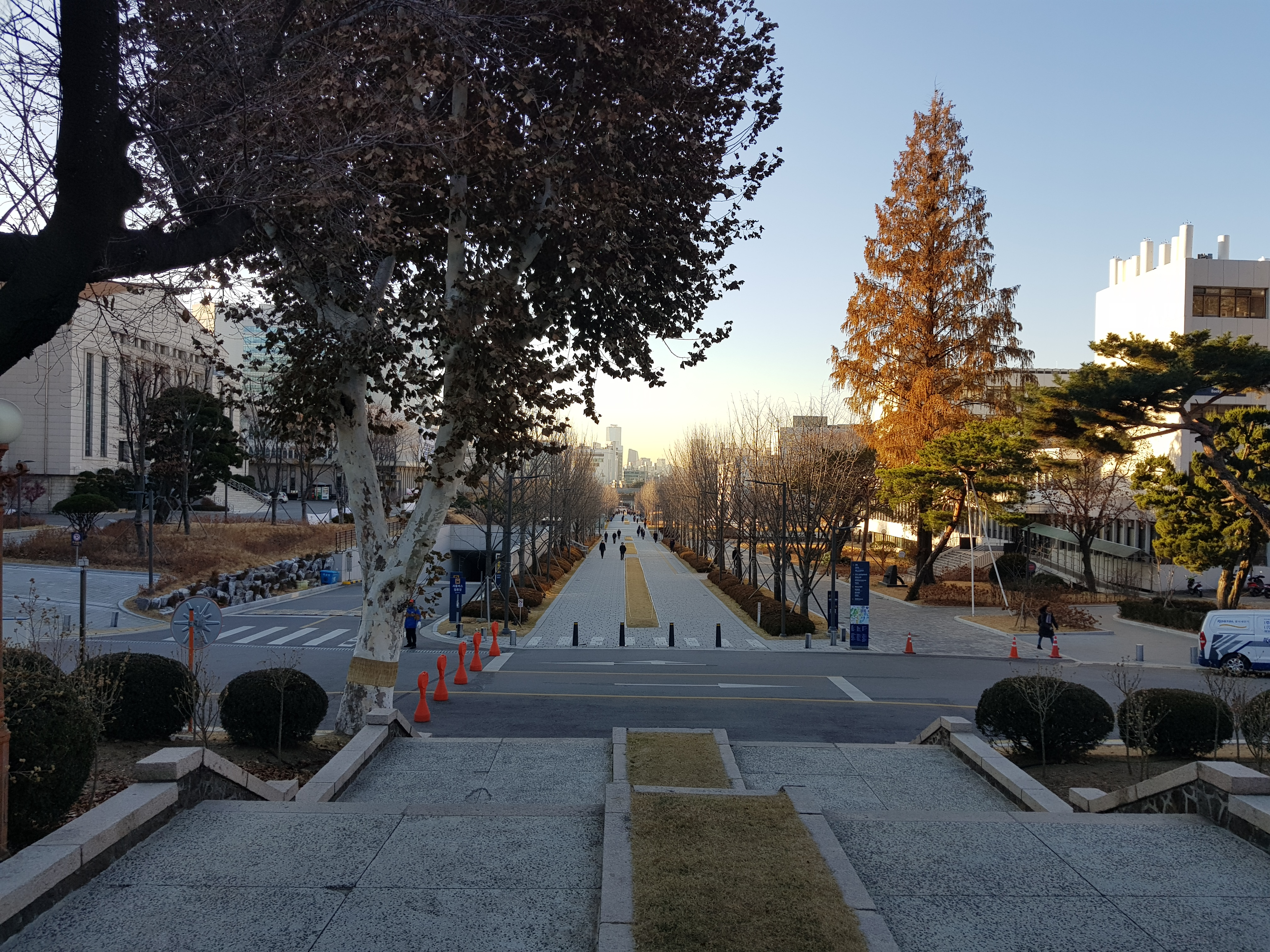
2017년 백양로. 백양로 재창조 프로젝트로 모습이 바뀌었다.

백양로(白楊路)는 연세대학교 신촌캠퍼스 내 중심 교통로의 역할을 하는 도로이다.

## 역사
백양로의 남측은 연세대학교 정문을 통해 성산로에 맞닿아 있고, 북측은 연세대학교의 본관인 언더우드관 앞 삼거리까지 이어져 있다. 전체 신촌캠퍼스 구조에서 중심축의 역할을 하며 연세대학교 내 수많은 학생들이 이용하는 캠퍼스의 상징과도 같은 존재이다. ‘백양로’라는 명칭은 1930년대에 농과의 실험을 위해 도로의 양 측면에 백양목(白楊木)을 심은 데서 유래한다. 그러나 1960년 4월에 나무의 수명이 다하여 베어버리고 지금의 은행나무로 대체되었다.
2013년부터 2015년까지 백양로 재창조 프로젝트를 통해 지상에 차가 다니지
않도록 공사가 이루어졌으며, 백양로 지하 공간을 활용하여 쾌적한 환경 및 보행자 중심의 캠퍼스를 조성하기 위하여 백양로 지하화를 추진하였다. 한편 추진 과정에서 지하 공간의 상업적 이용 방안을 놓고 학교 내외에서 논란이 일기도 하였다. 2015년에 백양로 지하화가 완공되어 봉헌 행사를 가졌다.

## 같이 보기
- 연세대학교
- 연세대학교 신촌캠퍼스
- 연세로